# Darıcılar, Dazkırı
Darıcılar là một xã thuộc huyện Dazkırı, tỉnh Afyonkarahisar, Thổ Nhĩ Kỳ. Dân số thời điểm năm 2011 là 185 người.